# 京畿道の分割
京畿道の分割（キョンギどうのぶんかつ）は、大韓民国で人口が第1に多い広域行政区域である京畿道を様々な道に分割することである。現在、京畿北部と京畿南部を各々京畿北道と京畿南道に分割することが提案されている。京畿北部と南部の人口は各々大韓民国の他のどの道よりも多い。

## 歴史
朝鮮時代には、楊平郡（正確には楊根郡と砥平郡）を含め、今日の江華郡（喬桐郡含む）を除いた南部地域を京畿左道に、北部（江華郡・喬桐郡含む）を京畿右道に分けて管轄することも行われた。しかし、十三道制が施行される時、分道されなくなった。
ソウル光化門近隣（世宗路76-2）にあった京畿道庁が1967年6月23日、水原市に移されると共に、同じ年の7月1日に現在の京畿道庁北部庁舎の前身である京畿道庁北部出張所が議政府市に設置された。
2000年2月25日、北部出張所が京畿道庁第2庁舎に昇格した。

## 京畿道分割主張
| 京畿道が南北に分割された場合、設置される京畿北道と京畿南道の地図 |  | 京畿道が南北に分割された場合、設置される京畿北道と京畿南道の地図 |
| 京畿道が南北に分割された場合、設置される京畿北道と京畿南道の地図 |  |                                                                  |

1992年国会議員総選挙を前にした1992年より本格的に提起され始めた。1992年大統領選挙では主要候補だった金泳三と金大中が共に大統領選挙公約に掲げた。
2011年には、京畿北部に独立した地方警察庁を設置することができるようになる警察庁法改正案が2件発議されて、同じ年の12月に国会本会議で議決され、2016年3月25日、京畿道北部地方警察庁が設置された。
2017年5月には、京畿道を京畿北道と京畿南道に分割する法律案が国会議員12名の署名で発議された。
2024年の第22代総選挙の前には与党の国民の力が京畿道北部を京畿北部特別自治道に分割する案を推進しており、併せて南部の飛び地となる金浦市のソウル特別市への編入を推進している。

## 4ヶ道分割提案
1988年には京畿道を京畿南道・京畿北道・京畿東道・京畿西道の4ヶ道に分割することが提案されたこともあった。

### 地方自治体の分割・分離・再分離に関して
- カリフォルニア州の分割と分離（英語版）
- 南楊州市 - 分庁方式を採る大韓民国の自治体。
- 巨済市 - 郡としては古くから由緒ある存在だったものの、1914年の郡面併合によって一旦は統営郡に統合されたが、1953年1月1日に統営郡より分離・再設置された。
- 泰安郡 - 1914年に東隣の瑞山郡に合併されたが、1989年1月1日、瑞山郡から分離・再設置された（その後、瑞山郡は瑞山市との合併と共に廃止された）。
- 曽坪郡 - 2003年8月30日、槐山郡から曽坪邑と道安面が分離・設置された。

### 京畿道の行政機構の分置に関して
- 議政府地方法院（朝鮮語版）
- 議政府地方検察庁（朝鮮語版）
- 京畿道北部地方警察庁（朝鮮語版）
- 京畿道北部消防災難本部
- 京畿北部兵務支庁（朝鮮語版）

### 行政機能の分置・移転に関して
- 遷都
- 複都制
- 首都機能移転
- 副首都構想
- 地方分権
- 世宗特別自治市 - 盧武鉉政権下で遷都を目指した計画案であったが、憲法裁判所の首都移転違憲判決によって首都機能の一部移転を目指す行政区域として発足した。その後、紆余曲折はあったものの中央行政機構の移転が進められている。